# 艾奥拉
艾奥拉，是西班牙巴伦西亚自治区巴伦西亚省的一个市镇。总面积447平方公里，总人口5497人（2001年），人口密度12人/平方公里。